# Tituria clypeata
Tituria clypeata är en insektsart som beskrevs av Cai 1993. Tituria clypeata ingår i släktet Tituria och familjen dvärgstritar. Inga underarter finns listade i Catalogue of Life.